# Liu Deli
Liu Deli (chiń. 刘德利; ur. 1 stycznia 1980) – chiński zapaśnik w stylu klasycznym. Dwukrotny olimpijczyk. Zajął dziewiąte miejsce w Pekinie 2008 i trzynaste w Londynie 2012 w kategorii 120 kg.
Trzykrotny uczestnik mistrzostw świata, siedemnasty w 2007. Drugi na igrzyskach azjatyckich w 2010 i trzeci w 2006. Zdobył trzy medale na mistrzostwach Azji, złoto w 2007. Szósty w Pucharze Świata w 2009.